# 6451 Kärnten
6451 Kärnten eller 1991 GP10 är en asteroid i huvudbältet som upptäcktes den 9 april 1991 av den tyske astronomen Freimut Börngen vid Tautenburg-observatoriet. Den är uppkallad efter det österrikiska förbundslandet Kärnten.
Asteroiden har en diameter på ungefär 5 kilometer.